# Adrienne le Bailly de Tilleghem
Adrienne barones Le Bailly de Tilleghem (Brugge, 13 september 1883 - Snellegem, 16 maart 1956) was burgemeester van Snellegem in de Belgische provincie West-Vlaanderen.

## Levensloop
Adrienne Leontine Louise Marie Le Bailly de Tilleghem was telg uit het geslacht Le Bailly en een dochter van Julien baron Le Bailly de Tilleghem (1851-1923) en jkvr. Marie Sabine Michiels van Verduynen (1850-1922), telg uit het Nederlandse geslacht Michiels. Ze woonde hoofdzakelijk bij haar grootmoeder jkvr. Adèle de Man (1824-1906), weduwe van Edmond baron Le Bailly de Tilleghem (1818-1887), op het kasteel van Snellegem, dat ze later erfde.
Zij trouwde in 1907 met baron Bénédict Gillès de Pélichy (1885-1928), een  telg uit het geslacht Gillès. Tussen 1909 en 1920 kregen ze negen kinderen, onder wie:
- Adrien Gillès de Pelichy (Brugge 1909 - Nice 1979) die, tijdens de Tweede Wereldoorlog gouverneur van Brabant was.
- Clotilde Gillès de Pélichy (1914-2014), die trouwde met José de Schietere de Lophem, burgemeester van Oedelem.
- Baudouin Gillès de Pélichy (1915-1997), burgemeester van Snellegem
- Daniel Gillès de Pélichy (1917-1981), romanschrijver en biograaf

Toen haar man vroegtijdig stierf, werd ze tot burgemeester benoemd en was hierdoor een van de eerste vrouwelijke burgemeesters in België. Ze bleef dit ambt ook tijdens de oorlogsjaren vervullen en tot in 1947. Toen werd ze opgevolgd door haar zoon Baudouin.